# Џон Раценбергер
Џон Дезо Раценбергер (енгл. John Dezso Ratzenberger; Бриџпорт, 6. април 1947), амерички је филмски, гласовни и ТВ глумац, редитељ и предузетник. Познат по свом раду на гласовној глуми у Пиксаровим анимираним филмовима. Двоструки добитник награде Еми.